# 巴武道尔吉·巴桑呼
巴武道尔吉·巴桑呼（1999年11月26日—），蒙古女子柔道运动员，2024年亚洲柔道锦标赛女子48公斤级金牌得主、2024年世界柔道锦标赛女子48公斤级金牌得主。